# Rio Marina
Pour les articles homonymes, voir Rio.
Rio Marina est une frazione (hameau) de la commune italienne de Rio, située sur l'île d'Elbe, dans la province de Livourne, dans la région Toscane, dans le centre de l'Italie.
Institué le 1er janvier 2018, Rio Marina devient la comune sparso de Rio par la fusion avec la commune de Rio nell'Elba.

## Géographie
Rio Marina est située sur l'île d'Elbe.

## Histoire

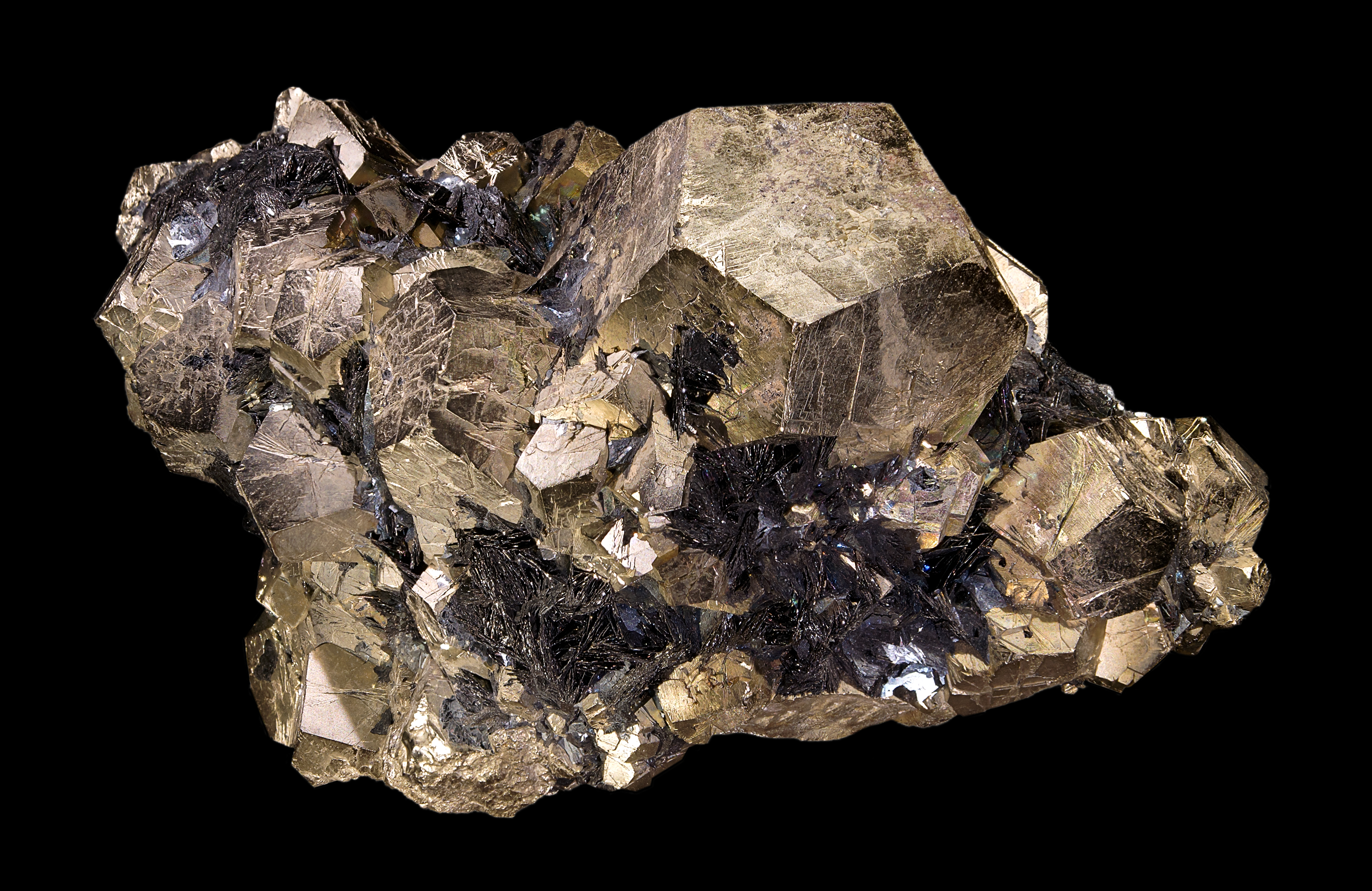
Pyrite et hématite de Rio Marina.

Cette localité est connue pour ses anciennes mines de fer. Sous l'Empire, André Pons (de l'Hérault) fut directeur des mines. Sa maison est toujours visible via Castelfidardo, près du musée consacré aux minerais.

## Monuments et lieux d'intérêt
- Phare de Rio Marina
- Tour de Rio Marina (XVIe siècle)
- Fortezza del Giove (XVe siècle) à Rio nell'Elba
- Nécropole rupestre de Rio Marina
- Orto dei Semplici elbano, jardin botanique à Rio nell'Elba

## Administration

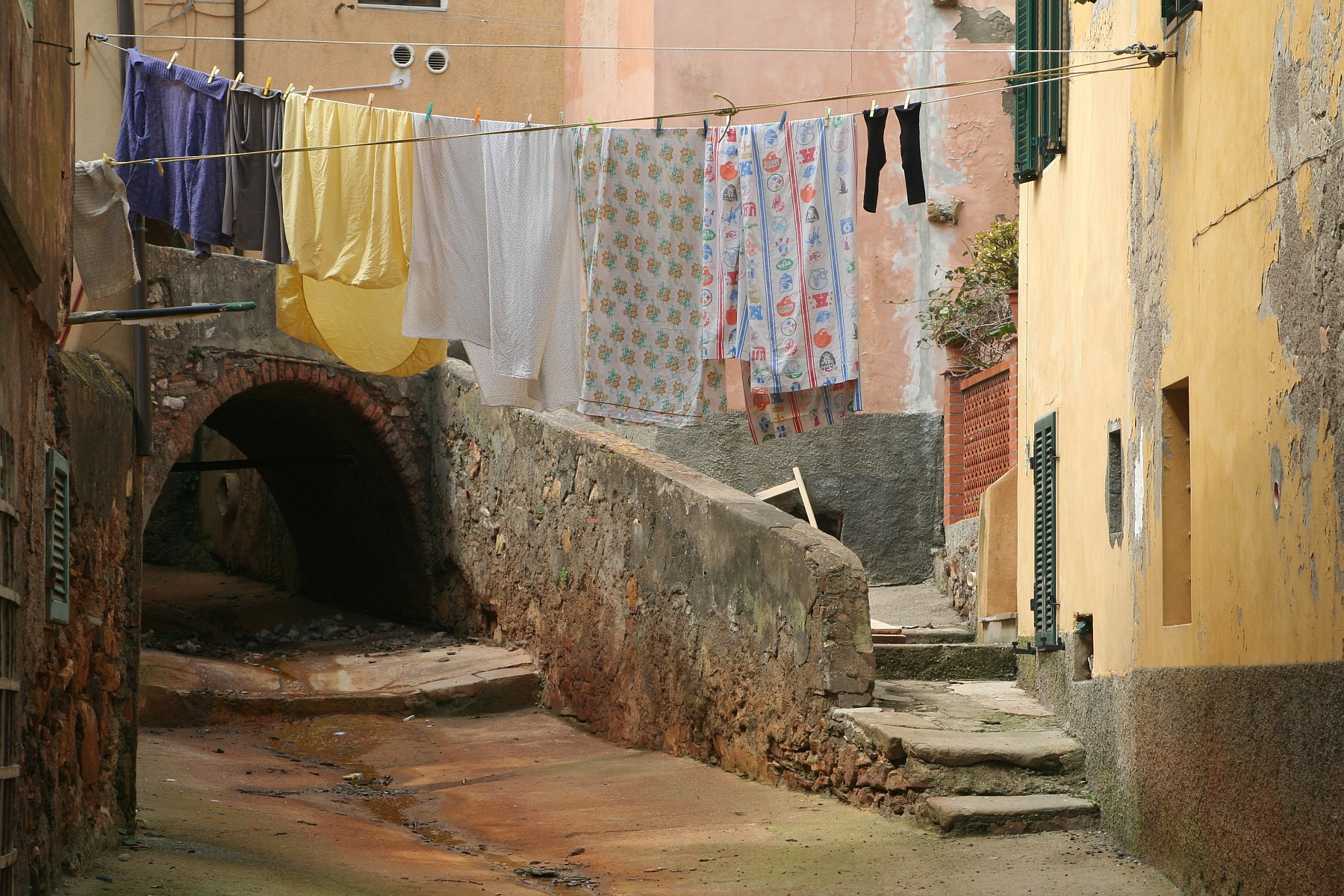
Rue de Rio Marina

| Période                                  | Période  | Identité       | Étiquette | Qualité |
| ---------------------------------------- | -------- | -------------- | --------- | ------- |
| 30 mai 2006                              | En cours | Francesco Bosi |           |         |
| Les données manquantes sont à compléter. |          |                |           |         |

## Personnalités liées
- Luigi Berti (1904-1964), écrivain italien